# Nemesnép
Nemesnép is een plaats (község) en gemeente in het Hongaarse comitaat Zala. Nemesnép telt 146 inwoners (2001).